# Zmotoryzowane Odwody Milicji Obywatelskiej
Zmotoryzowane Odwody Milicji Obywatelskiej (ZOMO) – oddziały Milicji Obywatelskiej powołane w drugiej połowie 1956 (po Poznańskim Czerwcu) do zaprowadzania porządku w sytuacjach wyjątkowych (dosł. „likwidacji zbiorowych naruszeń porządku publicznego”), a także do udzielania pomocy ludności w czasie klęsk żywiołowych i ochrony imprez masowych.

## Utworzenie

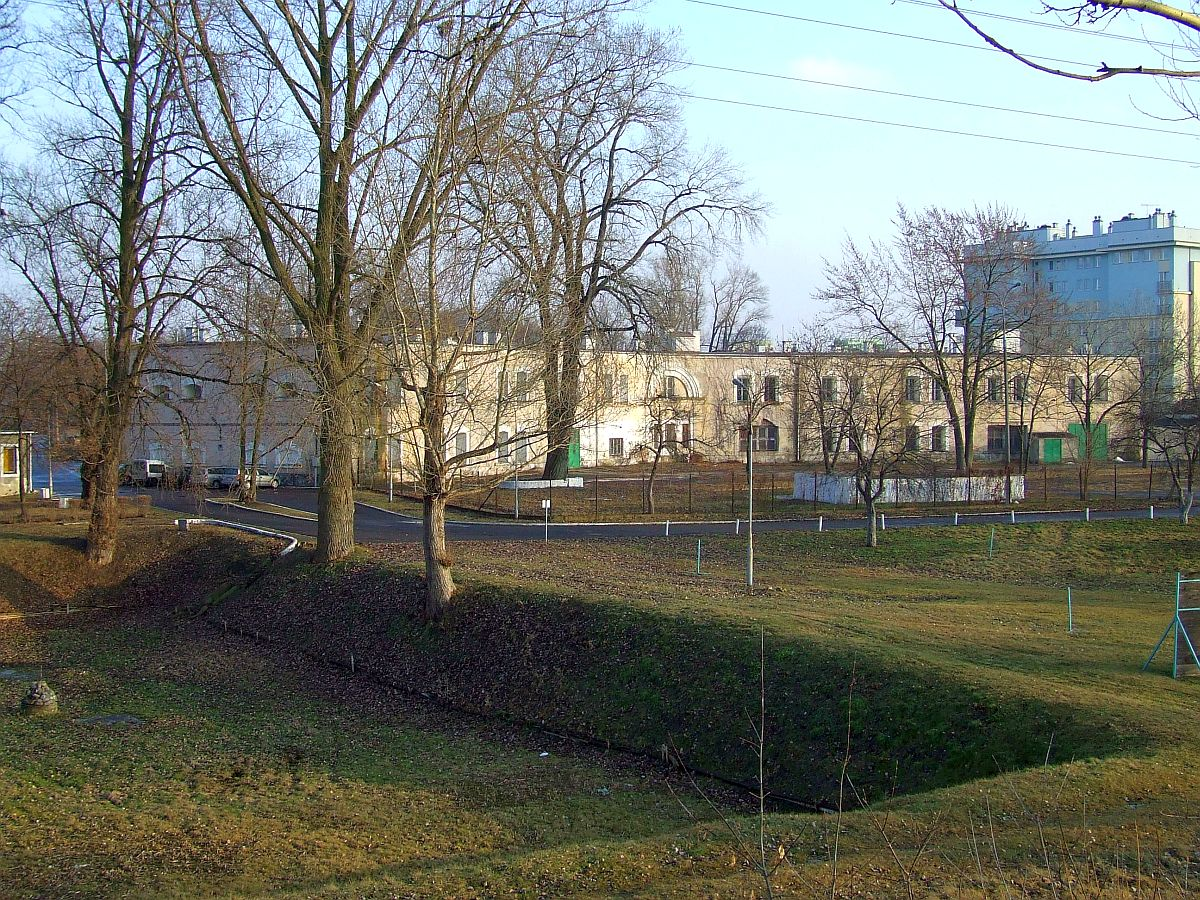
Dawne koszary ZOMO na terenie Fortu Śliwickiego na Golędzinowie

Impulsem do powołania ZOMO były wydarzenia poznańskiego czerwca 1956, które ukazały brak przygotowania wojska i milicji do pacyfikowania dużych rozruchów ulicznych. Formalną podstawę do utworzenia ZOMO stanowiła uchwała Rady Ministrów PRL z 4 grudnia 1956 (A. Dudek podaje inną datę tej uchwały, tj. Wigilia, 24 grudnia 1956). Pierwsze wytyczne dotyczące pełnienia przez nie służby zostały wprowadzone rozkazem Komendanta Głównego MO z dnia 17 lipca 1957 (rozkaz nr 5/57). ZOMO funkcjonowało na zasadach wojskowych i było skoszarowaną formacją paramilitarną. Od 1973 zaczęto do niej rekrutować poborowych, by odbywali w tych oddziałach zasadniczą służbę wojskową. Poborowi służący w ZOMO (szczególnie w latach 70. bo później z racji coraz gorszego odbioru społecznego tej formacji służba w niej straciła na atrakcyjności) byli w większości ochotnikami do tej służby, co wynikało z poniższych przyczyn:
- preferencja przy późniejszym staraniu się o przyjęcie do Milicji Obywatelskiej; od przyszłego funkcjonariusza wymagano uregulowania stosunku do służby wojskowej, a dawni ZOMO-wcy byli uważani za osoby znające specyfikę służby w milicji i przez to wymagające mniej rozbudowanego szkolenia;
- lepsze warunki służby niż w wojsku:
  - dyslokacja jednostek ZOMO w dużych miastach;
  - brak długotrwałych wyjazdów na poligony;
  - brak fali lub istnienie jej w formie szczątkowej.

## Sprzęt i wyposażenie
Funkcjonariusze ZOMO byli początkowo wyposażeni jedynie w pałki i hełmy. Dopiero pod koniec lat pięćdziesiątych kupiono w NRD 13-t. armatki wodne IFA, które w Polsce nazwano PSG-5. Po raz pierwszy użyto ich w kwietniu 1960 w czasie walk w Nowej Hucie, gdzie mieszkańcy wystąpili w obronie krzyża stojącego na placu, na którym zabroniono im wcześniej budowy kościoła.

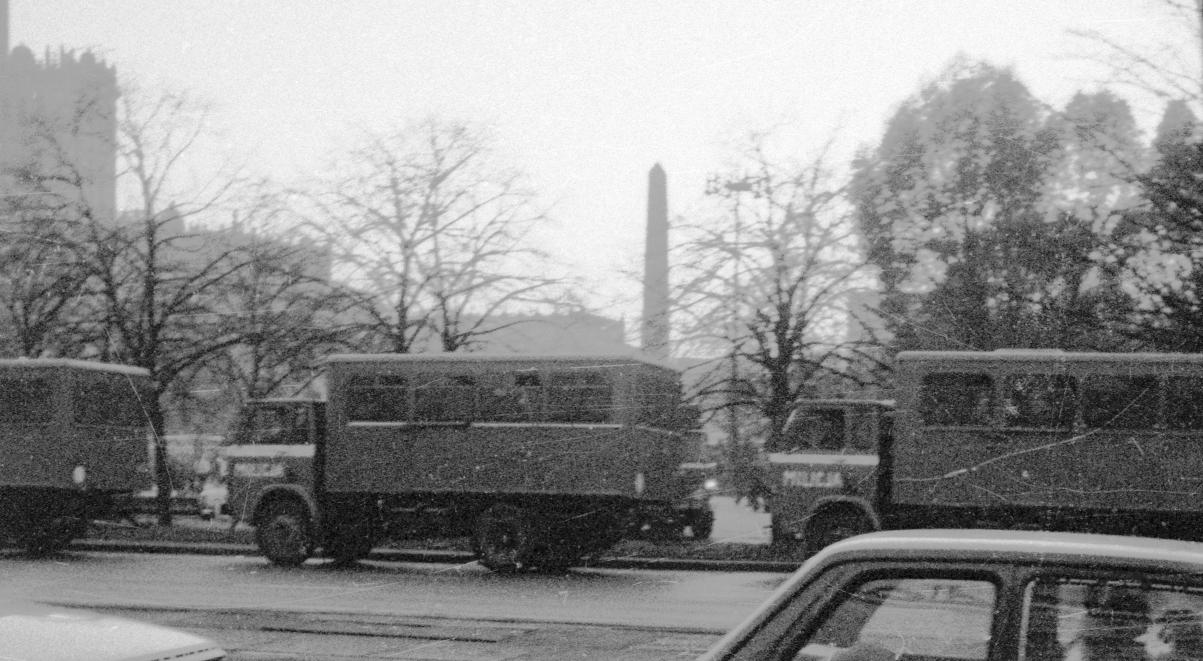
„Zomowskie budy” przy ulicy Marszałkowskiej w Warszawie w latach 80. XX w.

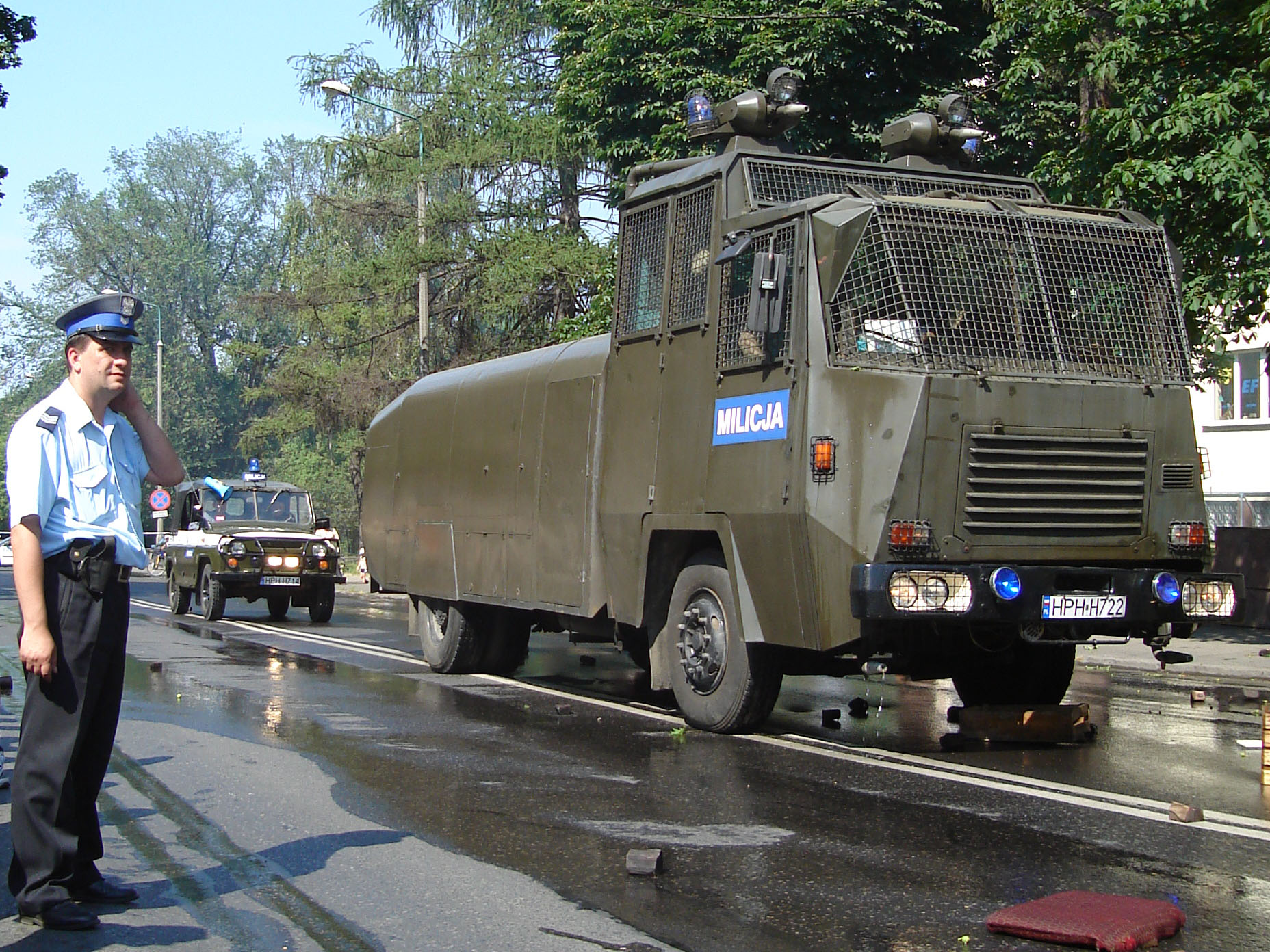
Armatka wodna Hydromil 2

Na początku lat 60. pododdziały ZOMO zaopatrzono w wyrzutnie granatów łzawiących. Funkcjonariusze wykorzystali je m.in. podczas tłumienia zajść w Toruniu (w 1961) i Przemyślu (w 1963). Tam również doszło do protestów po decyzji władz wymierzonych w lokalne instytucje kościelne. Po wydarzeniach marcowych 1968 wyposażenie ZOMO zostało po raz kolejny unowocześnione. Wprowadzono nowe mundury typu moro i, na wzór policji na Zachodzie – tarcze ochronne. Oddziały ZOMO były przez cały czas intensywnie szkolone, a poziom ich sprawności budził zainteresowanie najwyższych władz partyjnych. Na przykład wielkie ćwiczenia „Dunajec ’69", które odbyły się na krakowskim lotnisku w Czyżynach, oprócz ministra spraw wewnętrznych Kazimierza Świtały nadzorował członek Biura Politycznego PZPR Władysław Kruczek.
W czerwcu 1976 funkcjonariusze rozpędzali tłum zgromadzony w centrum Radomia w kaskach z zasłonami z pleksiglasu, przy wsparciu armatek wodnych nowego typu, które zastąpiły przestarzałe PSG-5. Były to polskie armatki Hydromil 1, zbudowane na podwoziu Stara. W tym czasie zakupiono także w Austrii nowoczesne armatki wodne Steyr. W połowie lat 70. ZOMO stały się prawdopodobnie najlepiej wyszkoloną i wyposażoną formacją tego typu w krajach komunistycznych. Z państw zaprzyjaźnionych z PRL przyjeżdżały delegacje resortów spraw wewnętrznych, pragnące się zapoznać ze sposobem szkolenia i organizacji ZOMO. Urządzano dla nich nawet pokazowe ćwiczenia (na przykład w 1980 dla Bułgarów w Krakowie czy w 1986 dla Kubańczyków w Poznaniu).
W 1983 r. funkcjonariuszów ZOMO zaczęto wyposażać w nagolenniki i nowe, głębsze kaski. Później pojawiły się kamizelki chroniące przed uderzeniami (tzw. żółwie). Do rozpędzania demonstracji milicja otrzymała nowe armatki wodne Hydromil 2, skonstruowane na podwoziu Jelcza, pięciolufowe automatyczne wyrzutnie granatów łzawiących i transportery opancerzone wyposażone w tarany lub parkany ochronne. Warto wspomnieć o wypożyczonych od wojska dmuchawach WUS (używanych bardzo rzadko) i miotaczach pocisków gumowych (MPG) znajdujących się na wyposażeniu plutonów specjalnych. W ramach „bratniej pomocy” w l. 80. formacja otrzymała także transportery BTR-60 z ZSRR oraz transportery opancerzone BTR-152 z NRD, armatki wodne Tatra z CSRS, duże partie metalowych granatów gazowych RWK z NRD. Te ostatnie po odpaleniu rozgrzewały się do ok. 300 °C, uniemożliwiając ich odrzucenie. W sumie jednak modernizacja wyposażenia w czasie rządów gen. Jaruzelskiego miała ograniczony zasięg, bowiem – podobnie jak na wiele innych celów – brakowało wówczas pieniędzy.

## Użycie

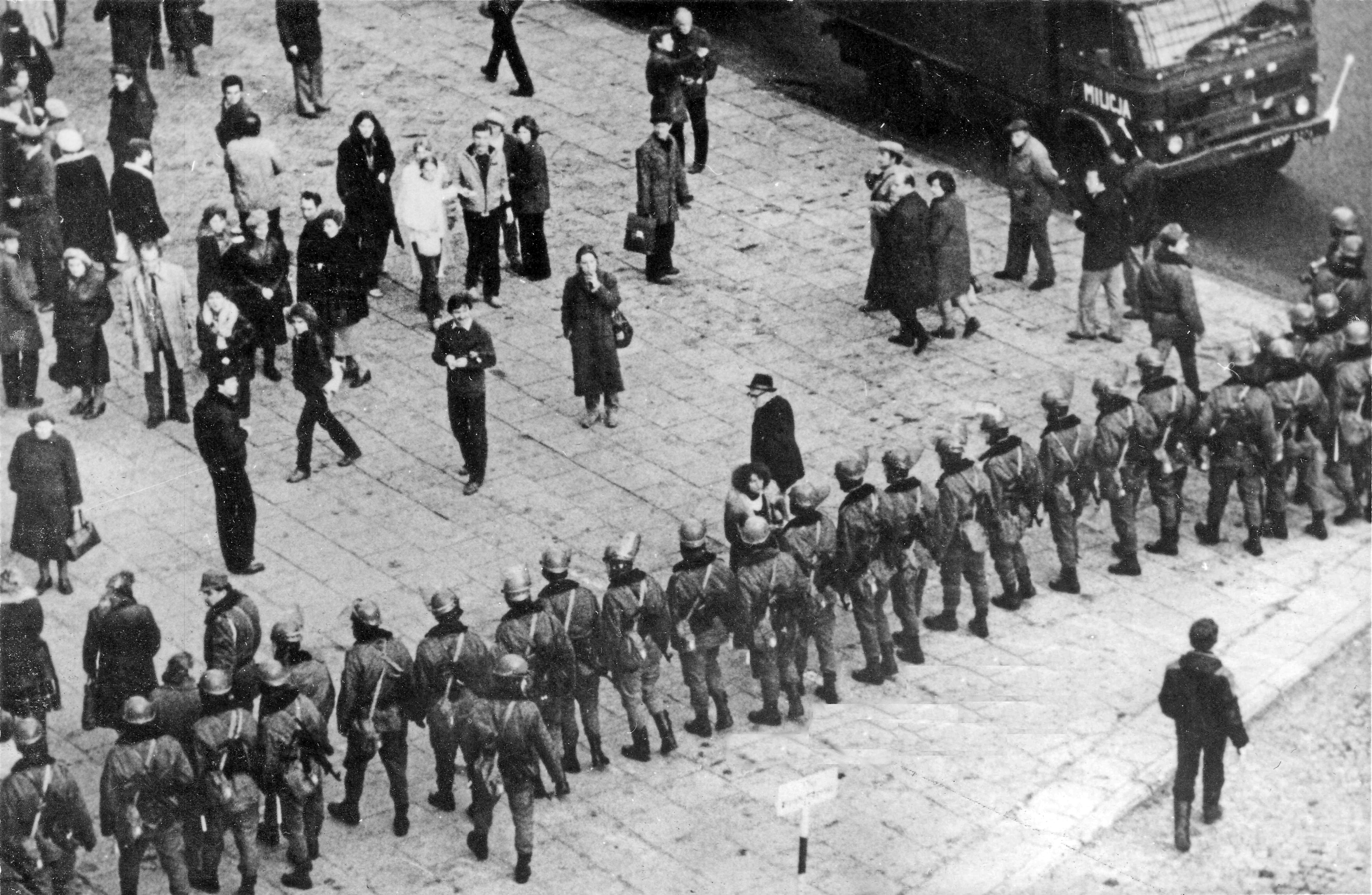
Funkcjonariusze ZOMO podczas stanu wojennego w Polsce

Po raz pierwszy ZOMO wystąpiło publicznie 20 stycznia 1957 podczas zabezpieczania wyborów do Sejmu PRL II kadencji. Swój „chrzest bojowy” formacja przeszła 7 marca 1957 pod Rzeszowem, gdzie kompania ZOMO spacyfikowała czterystuosobową demonstrację mieszkańców wsi Lutoryż domagających się zwrotu tamtejszej parafii jej majątku ziemskiego. Jednak pierwszym prawdziwie wielkim wyzwaniem dla tej formacji było stłumienie strajku łódzkich tramwajarzy w nocy 13/14 sierpnia 1957 roku i kilkudniowych demonstracji jakie wybuchły w Warszawie w dniach 3–7 października 1957 po zamknięciu tygodnika Po prostu (zginęły wtedy dwie osoby). Od tego momentu oddziały ZOMO były wykorzystywane we wszystkich większych falach zamieszek antyustrojowych okresu PRL.

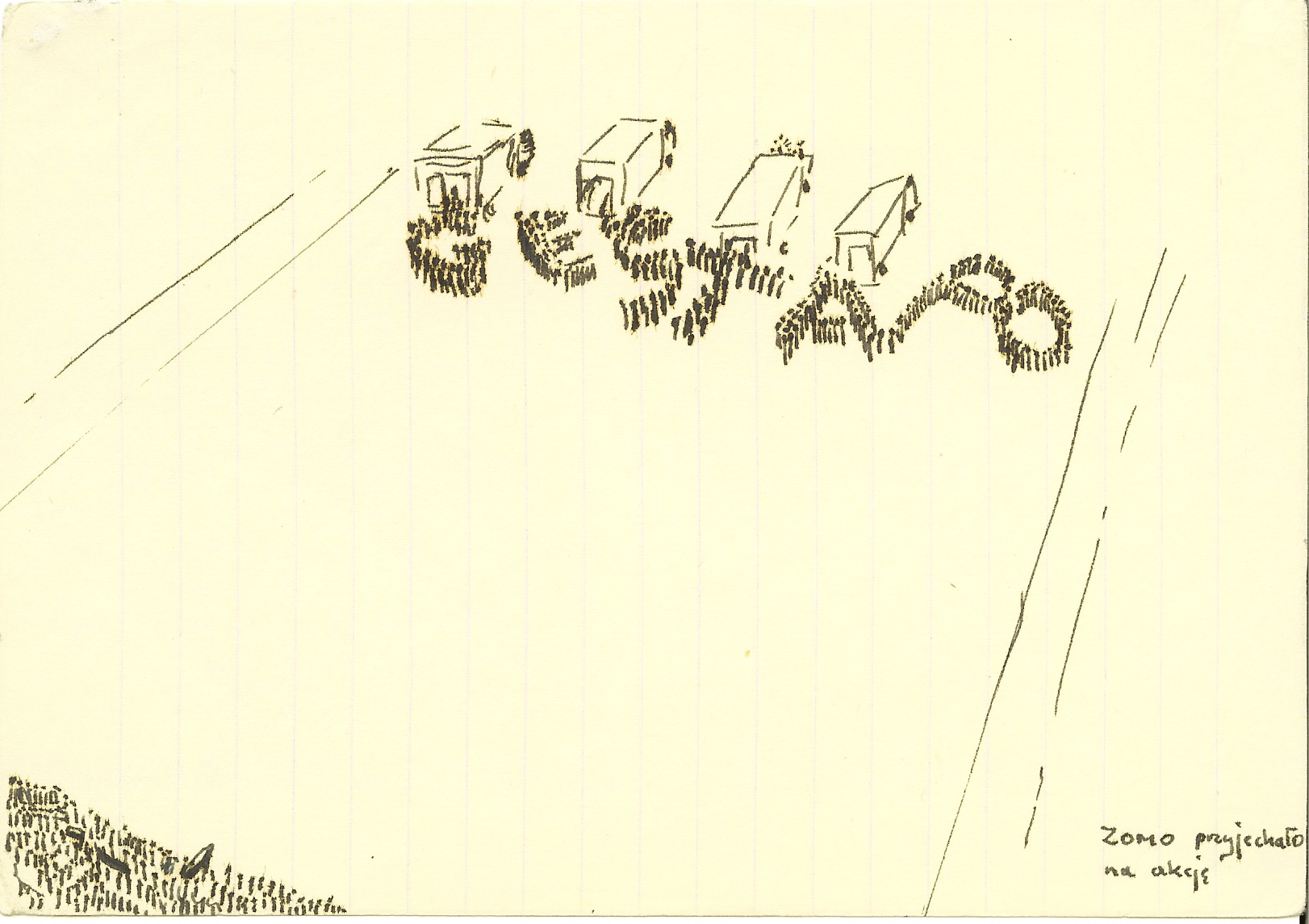
„Zomo przyjechało na akcję” – nielegalna ulotka z okresu stanu wojennego

W latach 80. formacje ZOMO były używane głównie do rozpraszania manifestacji opozycyjnych, podczas których zasłynęły z brutalności i bezwzględności. Wtedy też narodziły się potoczne, pogardliwe nazwy jej funkcjonariuszy – „zomowcy” i „zomole” lub „bijące serce partii” dla całej formacji. Główne zadania pacyfikacji strajków, które wybuchły na wieść o wprowadzeniu stanu wojennego, powierzono ZOMO i MO. Mur w kopalni „Wujek” obaliły 16 grudnia 1981 roku wojskowe czołgi, ale do górników strzelał specjalny pluton ZOMO. Od ich kul zginęło 9 osób. Łącznie w czasie stanu wojennego w wyniku ataków ZOMO zginęło około 40 osób. Po raz ostatni ZOMO zostało użyte 3 lipca 1989, kiedy rozpędziło demonstrację przeciwko zaproponowaniu kandydatury generała Wojciecha Jaruzelskiego na urząd prezydenta Polski.

## Liczebność
Początkowo liczebność formacji określono na 6600 osób, jednak w późniejszym czasie limit ten wielokrotnie podnoszono. W końcu lat 80. oddziały ZOMO liczyły blisko 13 tys. funkcjonariuszy. Największą jednostką była brygada ZOMO stacjonująca w Warszawie na Golędzinowie, ale koszary ZOMO znajdowały się w każdym większym mieście.

## Rozwiązanie
Oddziały ZOMO zostały rozwiązane 7 września 1989 rozporządzeniem ministra MSW jako negatywny i powszechnie znienawidzony symbol władzy PRL. W ich miejsce, tym samym rozporządzeniem powołano Oddziały Prewencji Milicji Obywatelskiej, które w 1990 na mocy Ustawy z dnia 6 kwietnia 1990 o Policji przekształcono w Oddziały Prewencji Policji.